# Boarmia danieli
Boarmia danieli är en fjärilsart som beskrevs av Eugen Wehrli 1932. Boarmia danieli ingår i släktet Boarmia och familjen mätare. Inga underarter finns listade i Catalogue of Life.